# 2015年12月逝世人物列表
2015年逝世人物列表：1月 - 2月 - 3月 - 4月 - 5月 - 6月 - 7月 - 8月 - 9月 - 10月 - 11月 - 12月
2015年12月逝世人物列表，是用于汇总2015年12月期间逝世人物的列表。

## 依日期排序

### 31日
- 韋斯利·伯羅斯（Wesley Burrowes），85歲，愛爾蘭劇作家。[1]
- 韋恩·羅傑斯（Wayne Rogers），82歲，美國演員（《風流軍醫俏護士》），死於肺炎併發症。[2]
- 娜塔莉·科爾（Natalie Cole），65歲，美國女歌手，父親為歌手納·京·高爾（Nat King Cole）。[3]

### 30日
- 李成俊，89歲，《澳門日報》創辦人、董事長，澳門文化傳媒集團董事長。[4]
- 道格·阿特金斯（Doug Atkins），85歲，美國美式足球運動員（克里夫兰布朗、芝加哥熊、新奥尔良圣徒）。[5]
- 霍華德·波利（Howard Pawley），81歲，加拿大政治人物，前曼尼托巴省長。[6]
- 汪文风，86岁，中国记者、作家、政治人物，“童怀周”小组成员[7]。

### 29日
- 王廣亞，93岁，台灣教育家。[8]
- 萊米（Lemmy Kilmister），70岁，英國搖滾團體摩托頭主唱。[9]
- 金養建（韓語：김양건），77岁，朝鲜劳动党中央政治局委员、統一戰線部部長，死於車禍。[10]
- 帕特里克·柯廷（Patrick Curtin），26岁，愛爾蘭蓋爾足球運動員，死於車禍。[11]
- 帕维尔·斯尔尼切克（捷克語：Pavel Srníček），47岁，捷克足球運動員（纽卡斯尔联、國家隊），死於心臟病發的併發症。[12]

### 28日
- 梁丽芳，艺名“绰琦”，30岁，马来西亚华裔女艺人，死於癌症。[13]
- 克里斯·巴納德（英语：Chris Barnard (author)）（Chris Barnard），76歲，南非作家，死於心臟病發。[14]
- 蘭登·H·羅蘭（Landon H. Rowland），78歲，美國商人（堪薩斯城南方鐵路）。[15]
- 伊恩·默多克（Ian Murdock），42歲，德裔美国程序员，Debian GNU/Linux的創始者。[16]
- 君塚榮治，63岁，前日本陆上自卫队将领。[17]

### 27日
- 戴夫·亨德森（Dave Henderson），57歲，美國棒球運動員（西雅圖水手、波士頓紅襪、奧克蘭運動家），死於心臟病發。[18]
- 哈斯克爾·韋克斯勒（Haskell Wexler），93歲，美國電影攝影師（《靈慾春宵》）和電影導演，奧斯卡最佳攝影獎得主。[19]
- 徐遠安，52歲，深圳光明新區城管局局長，跳樓身亡。[20]
- 克萊格·史垂克蘭（英语：Craig Strickland），29歲，美國鄉村搖滾樂團Backroad Anthem主唱。（遺體發現日期）[21]

### 26日
- 鮑比·杜斯（Bobby Dews），76歲，美國棒球運動員與教練（亞特蘭大勇士）。[22]
- 埃默里·梅爾頓（Emory Melton），76歲，美國政治人物，前密苏里州参议院議員。[23]

### 25日
- 喬治·克萊頓·約翰遜（George Clayton Johnson），86歲，美國作家（《盜海豪情》），死於前列腺癌和膀胱癌。[24]
- 罗伯特·斯皮策（Robert Spitzer），83歲，美國精神病學家，死於心臟疾病。[25]

### 24日
- 鄧景輝，51歲，香港資深新聞主播，有「新聞王子」的稱號，跳樓身亡。[26]
- 紫羅蓮，91歲，原名鄒潔蓮，香港演員、電影制作人、粵劇名伶。[27]
- 奧塔維奧·杰馬（英语：Ottavio Jemma），90歲，意大利編劇。[28]
- 阿德里安娜·奧爾古因（英语：Adriana Olguín），104歲，智利律師和政治人物，前司法部長。[29]
- 旭日干，75岁，中国工程院原副院长、党组成员，内蒙古大学原校长，中国科协原副主席，生物学家。[30]

### 23日
- 鄒少官，40歲，台灣演員，死於肺癌。[31]
- 艾尔佛列·古曼·吉尔曼（Alfred Goodman Gilman），74岁，美国药学和生物化学家，1994年诺贝尔生理学或医学奖得主，胰腺癌。[32]
- 奧西納·艾特·艾哈邁德（英语：Hocine Aït Ahmed），89歲，阿爾及利亞政治人物，社會主義力量陣線創始人和領導者。[33]
- 唐·豪（Don Howe），80歲，英國足球運動員（西布罗姆维奇、阿仙奴、英格蘭代表隊）。[34]
- 比連德·烏盧蘇（英语：Bülent Ulusu），92歲，土耳其政治人物，前土耳其总理。[35]
- 陈鹭芸，38歲，前中國籃球運動員[36]。

### 22日
- 徐佳士，94歲，台灣新聞傳播學者、國立政治大學新聞系退休教授。[37]
- 以斯拉男爵德里克·以斯拉（Derek Ezra, Baron Ezra），96歲，英國煤炭行業管理者，前國家煤礦局（英语：National Coal Board）主席。[38]
- 約瑟夫·利奧波德·伊梅施（Joseph Leopold Imesch），84歲，美國羅馬天主教主教，前喬利埃特教區主教。[39]

### 21日
- 林嚶鳴（Lim Eng Beng），64歲，菲律賓籃球運動員，死於肝癌。[40]
- 安德烈·德勒辛斯基（英语：Andrei Troschinsky），37歲，哈薩克斯坦冰球運動員，死於心臟病發。[41]

### 20日
- 吉米·希尔（英語：Jimmy Hill），87岁，英国广播公司电视台节目《今日比赛》主持人、英国足坛名宿。[42]
- 林孝信，71歲，台灣保釣運動、民主運動人士、《科學月刊》共同創辦人，死於肝癌。[43]
- 鄺佐輝，59歲，香港演員，死於腸癌。[44]
- 帕特里夏·埃利奧特（Patricia Elliott），77歲，美國女演員，死於癌症。[45]

### 19日
- 董鼎山，93歲，美国华裔文学家、翻译家、文学评论家。[46]
- 馬革順，101歲，中國著名音樂教育家、合唱指揮家、作曲家。[47]
- 库特·马祖尔（德語：Kurt Masur），88岁，德国指挥家。[48]
- 克里斯·哈里斯（英语：Chris Harris (Texas politician)）（Chris Harris），67歲，美國政治人物，前德克薩斯州眾議院（英语：Texas House of Representatives）及參議院（英语：Texas Senate）～議員。[49]
- 波朗斯通男爵格雷維爾·詹納（Greville Janner, Baron Janner of Braunstone），87歲，英國政治人物，前西北萊斯特（英语：Leicester North West (UK Parliament constituency)）與西萊斯特國會議員，死於腦退化症。[50]
- 塞爾瑪·雷斯（英语：Selma Reis），55歲，巴西女演員和歌手，死於腦癌。[51]
- 克勞蒂夫人（法語：Madame Claude），本名費爾南德·古魯戴特（法語：Fernande Grudet），92歲，法國應召女郎。[52]

### 18日
- 吕克·布鲁韦斯（英语：Luc Brewaeys），56歲，比利時作曲家和音樂家，死於癌症。[53]
- 維托雷·高塔迪（英语：Vittore Gottardi），74歲，瑞士足球運動員。[54]
- 赫蘇斯·桑佩爾（英语：Jesús Samper），65歲，西班牙商人，前皇家穆爾西亞足球俱樂部主席。[55]

### 17日
- 陳啟明，62歲，澳門中聯辦前副主任。[56]
- 哈爾·布朗（Hal Brown），91歲，美國棒球運動員（波士頓紅襪、巴尔的摩金莺、休斯頓.45口徑手槍）。[57]
- 早石修（日語：早石 修），95歲，日本醫學家、生化學家。[58]
- 弗拉基米爾·科斯秋科夫（英语：Vladimir Kostyukov），61歲，白俄羅斯足球教練和球員（特蘭斯邁（英语：FC Dnepr Mogilev））。[59]
- 迈克尔·威西格拉德（Michael Wyschogrod），87歲，德國出生的美國猶太神學家。[60]
- 廖烈文，85歲，廖創興企業榮譽主席、創興銀行前主席[61]
- 苏晓军，51岁，中国语言学家、苏州大学外国语学院教授。[62]

### 16日
- 雷霁霖，80岁，中国海水鱼类养殖学家，中国工程院院士。[63]
- 斯韋恩·巴克（英语：Svein Bakke），62歲，挪威足球運動員（桑恩達）。[64]
- 加布雷·加布里奇（義大利語：Gabre Gabric），101歲，克羅地亞出生的意大利田徑運動員。[65]
- 澤井余志郎（日语：沢井余志郎），87歲，日本公民活動家，四日市哮喘記載人。[66]

### 15日
- 许建平，60岁，中国前足球运动员、教练员，死於胃癌。[67]
- 黃正男，75歲，台灣民進黨嘉義市黨部主委。[68]
- 湯姆·雅頓（Tom Arden），54歲，澳洲出生的英國作家。[69]
- 利西奧·傑利（英语：Licio Gelli），96歲，意大利金融家。[70]

### 14日
- 特里·貝克爾（Terry Backer），61歲，美國政治人物，前康涅狄格州众议院議員，死於腦癌。[71]
- 阿曼多·科苏塔（義大利語：Armando Cossutta），89岁，意大利共产主义政治家，重建共产党和意大利共产党人党的创始人。[72]
- 小利安德·J·肖（Leander J. Shaw, Jr.），61歲，美國政治人物，前佛羅里達州最高法院（英语：Supreme Court of Florida）首席大法官。[73]
- 瓦季姆·特先科（英语：Vadym Tyshchenko），52歲，烏克蘭足球運動員（利沃夫喀爾巴阡、第聶伯羅彼得羅夫斯克）和經理人（第聶伯羅彼得羅夫斯克），死於肺炎。[74]
- 李萬燮（朝鲜语：이만섭），83歲，韓國政治人物，前韩国国会议长。[75]
- 姜斗麗（朝鲜语：강두리），22歲，韓國女演員，自殺身亡。[76]

### 13日
- 本尼迪克特·安德森（Benedict Anderson），79歲，美国學者和作家（《想像的共同體》）。 [77]
- 約翰·班農（John Bannon），72歲，澳洲政治人物，前南澳大利亚州州长（英语：Premier of South Australia），死於癌症。[78]

### 12日
- 阿布·阿里·安巴里（阿拉伯語：أبو علي الأنباري），年齡不詳，伊斯蘭國官員，空襲中身亡。[79]
- I·霍華德·馬歇爾（I. Howard Marshall），81歲，蘇格蘭神學家，死於胰腺癌。[80]

### 11日
- 米哈伊·亞當（英语：Mihai Adam），75歲，羅馬尼亞足球運動員。[81]
- 伊戈爾·卡申采夫（英语：Igor Kashintsev），83歲，蘇聯和俄羅斯演員。[82]
- 林森浩，30岁，中华人民共和国死刑犯，“复旦投毒案”凶手。[83]
- 杨建兵，21歲，中國综合搏击選手。[84]

### 10日
- 克勞斯·鮑姆加特（英语：Klaus Baumgartner），77歲，瑞士政治人物。[85]
- 丹尼斯·埃魯（英语：Denis Héroux），75歲，加拿大電影導演和製片人。[86]
- 多尔夫·谢伊斯（Dolph Schayes），87岁，美国退役篮球运动员、教练，NBA50大巨星之一，死於癌症。[87]
- 阿諾比·柏拉達（西班牙語：Arnold Fabián Peralta Sosa），26岁，洪都拉斯足球运动员，遭枪击身亡。[88]

### 9日
- 野坂昭如（日語：野坂 昭如），85岁，日本作家（《萤火虫之墓》），日本参议院前议员（1983 - 1989），心脏衰竭[89]。
- 羅伯特·格蘭特（英语：Robert Grant (Kansas politician)）（Robert Grant），67歲，美國政治人物，前堪萨斯州众议院議員。[90]
- 亨利·羅文（Henry Rowan），92歲，美國慈善家和工程師。[91]
- 胡利奥·特拉萨斯·桑多瓦尔（西班牙語：Julio Terrazas Sandoval），79岁，玻利維亞籍天主教司鐸級樞機，天主教聖克魯茲總教區榮休總主教[92]。

### 8日
- 道格拉斯·湯普金斯（Douglas Tompkins），72歲，美國保育人士和商人，The North Face與思捷環球創辦人之一，死於獨木舟事故引起的低溫症。[93]
- 杜葉錫恩（Elsie Tu），102歲，英國出生的香港教育家、政治家，曾任立法局、臨時立法會、市政局議員。[94]

### 7日
- 李憲祖（朝鲜语：이헌조），83歲，韓國商人，前LG電子總裁。[95]
- 格哈德·倫斯基（Gerhard Lenski），91歲，美國社會學家。[96]

### 6日
- 吳德美，68岁，台湾企业家、政治人物，曾任第一届第四、五、六次增额立法委员及第二届立法委员，死於腎衰竭。[97]
- 柯俊雄，70岁，台灣演員，死於肺癌。[98]
- 張聖萬（朝鲜语：장성만），83歲，韓國政治人物，前韩国国会釜山北區議員（朝鲜语：부산 북구의 국회의원）。[99]
- 弗朗茨·朗（德語：Franzl Lang），84岁，德国歌手[100]。

### 5日
- 威利·科伯恩（Willie Coburn），74歲，蘇格蘭足球運動員（圣庄士东）。[101]
- 西提·沙衛西拉（英语：Siddhi Savetsila），96歲，泰國政治人物，前泰国外交部部長與副總理。[102]
- 迪米特尔·波波夫，88岁，保加利亚前总理（1990 - 1991）[103]。
- 蔡慧冰（Choy Wai Bing），80歲，中國香港女作家、教師、編輯及青少年文學家。

### 4日
- 樱井孝昌（日语：櫻井孝昌），49岁，日本动画评论家，死於意外事故。[104]
- 埃里克·德佛拉敏克（英语：Erik De Vlaeminck），70歲，比利時單車運動員。[105]
- 徐明，44岁，中国企业家，原大连实德集团董事长，病逝[106]。

### 3日
- 齐世荣，89岁，中国世界史学家。[107]
- 斯科特·韋蘭德（Scott Weiland），48歲，美國音樂家。[108]
- 楚庄，87岁，中国民主促进会第七届至第十届中央委员会副主席，第十一届中央委员会名誉副主席[109]。

### 2日
- 桑迪·柏格（Sandy Berger），70岁，原美国总统国家安全事务助理（1997 - 2001），死於癌症[110]。
- 湯姆·托馬斯（Thom Thomas），80歲，美國劇作家，死於白血病。[111]

### 1日
- 馬克·布瑞斯羅夫（Marc Breslow），89歲，美國遊戲節目總監。[112]
- 約瑟夫·恩格爾貝格（Joseph Engelberger），90歲，美國工程師和發明家。[113]
- 吉姆·路克斯特夫（Jim Loscutoff），85歲，美國籃球運動員（波士顿凯尔特人），死於肺炎及柏金遜症併發症。[114]